# Liste der Monuments historiques in Couvrot
Die Liste der Monuments historiques in Couvrot führt die Monuments historiques in der französischen Gemeinde Couvrot auf.

## Liste der Objekte
| Bezeichnung                      | Beschreibung | Standort                       | Kennzeichnung | Schutzstatus | Datum | Bild |
| -------------------------------- | --- | ------------------------------ | ------------- | ------------ | ----- | ---- |
| Skulptur eines heiligen Bischofs | Aufsatz eines Prozessionsstabs; Stein, 19. Jahrhundert | in der Kirche St-Martin (Lage) | PM51002973    | Inscrit      | 1980  |      |
| Hauptaltar                       | Altartisch, Altarstufen, Tabernakel, Retabel und Gemälde Christi Himmelfahrt; Holz, farbig gefasst und vergoldet, sowie Ölfarbe auf Leinwand, 18. Jahrhundert | in der Kirche St-Martin (Lage) | PM51000345    | Classé       | 1980  |      |
| Kruzifix                         | Holz, farbig gefasst, 16. Jahrhundert | in der Kirche St-Martin (Lage) | PM51003685    | Inscrit      | 2017  |      |